# Percus villae
Percus villae es una especie de escarabajo del género Percus, familia Carabidae. Fue descrita científicamente por Kraatz en 1858.
Esta especie es endémica de los Alpes del suroeste de Francia e Italia.